# Tyler Hamilton
Tyler Hamilton, född 1 mars 1971 i Marblehead, Massachusetts, är en amerikansk tidigare professionell cyklist och OS-guldmedaljör. 

## Karriär
Tyler Hamilton blev professionell 1995 efter att ha varit alpin skidåkare i sin ungdom. Två brutna ryggkotor gjorde att Hamilton bytte skidsporten mot cykling i september 1991. 1995 blev Hamilton professionell med US Postal Service och han stannade där till slutet av säsongen 2001. Han fick bland annat cykla Tour de France 1998, 1999 och 2000 för det amerikanska stallet. Hans huvudsakliga roll i laget var att hjälpa Lance Armstrong under bergsetapperna. Under säsongen 1999 slutade Tyler Hamilton på 13:e plats i Tour de France. 
Tyler Hamilton lämnade US Postal Service inför säsongen 2002 och blev kontrakterad av det danska stallet Team CSC, där han blev utnämnd till ledare. Tyler Hamilton bröt axeln i en krasch under Giro d'Italia 2002, men slutade trots det tvåa i tävlingen. Han vann även en etapp. Samma år kom han på en femtonde plats i Tour de France. Året därpå vann Hamilton både Liège-Bastogne-Liège och Romandiet runt, en tävling som han också vann 2004. Under Tour de France 2003 bröt Tyler Hamilton nyckelbenet under den första etappen av tävlingen. Trots skadan vann han etapp 16 efter en lång solo-utbrytning. 
Hamilton chockade många fans när han säsongen 2004 gick till Phonak Hearing Systems från Team CSC, vilka hade hjälpt honom att sluta fyra på Tour de France samt att vinna en av loppets etapper året innan. Under Tour de France 2004 var han återigen med i en olycka och hoppade därför av tävlingen på etapp 13 på grund av ryggsmärtor.
Hamilton vann OS-guld i tempolopp i Aten 2004, men testade positivt för dopning. Han fick dock behålla medaljen eftersom B-provet hade förstörts och inte kunde analyseras. Senare samma år testade han återigen positivt för dopning under Vuelta a España och stängdes därefter av i två år. 
Tyler Hamilton kom tillbaka till proffsklungan 2007 och cyklade, sedan han avtjänat sin avstängning, för det italienska continental-stallet Tinkoff Credit Systems. I maj 2007 stängde stallet av honom och stallkamraten Jörg Jaksche från Giro d'Italia eftersom dopningskandalen Operación Puerto började trappas upp igen efter att ha varit nedlagd. Hamilton tävlade därefter ingenting under resten av säsongen, men fick trots det anställning av det amerikanska stallet Rock Racing inför säsongen 2008.
I juli 2008 vann Hamilton sin första seger sedan han återvänt från dopningsavstängningen när han vann etapp 8 i Tour of Qinghai Lake nära Qinghaisjön. Två dagar senare stod det klart att amerikanen hade vunnit det kinesiska etapploppet. Den 31 augusti samma år vann Hamilton de amerikanska nationsmästerskapens linjelopp framför Blake Caldwell.
Tyler Hamiltons karriär som cyklist tog slut i mitten av april 2009 när det visade sig att han hade testats positivt för den förbjudna substansen Dehydroepiandrosterone (DHEA), som fanns i vitamintillskott som han åt för att lindra sin depression. Han erkände också att han hade lidit av egentlig depression under flera års tid. I mars samma år slutade han på femte plats på etapp 7 av Vuelta y Ruta de Mexico.

## Främsta meriter
2008
- 1:a, Tour of Qinghai Lake
- 1:a, etapp 8, Tour of Qinghai Lake
- 1:a,  Nationsmästerskapens linjelopp

2004
- 1:a, Romandiet runt
- 1:a, Poängtävlingen, Romandiet runt
- 1:a, etapp 5, Romandiet runt
- 2:a, Critérium du Dauphiné Libéré

2003
- 1:a, Liège-Bastogne-Liège
- 1:a, Romandiet runt
- 1:a, Bergspristävlingen, Paris-Nice
- 1:a, etapp 16, Tour de France
- 1:a, etapp 5, Romandiet runt
- 2:a, Baskien runt
- 4:a, Tour de France

2002
- 1:a, etapp 14, Giro d'Italia
- 2:a, Giro d'Italia

2001
- 3:a, etapp 1, Schweiz runt
- 3:a, etapp 8, Schweiz runt

2000
- 1:a, Critérium du Dauphiné Libéré
- 1:a, Bergspristävlingen, Critérium du Dauphiné Libéré
- 1:a, etapp 4, Critérium du Dauphiné Libéré
- 1:a, etapp 5, Critérium du Dauphiné Libéré
- 1:a, etapp 4, Ronde van Nederland

1999
- 1:a Danmark Rundt
- 1:a, etapp 4b, Danmark Rundt

1998
- 2:a, etapp 7, Tour de France

1996
- 1:a Teleflextoer
- 1:a, etapp 3, Teleflextoer

## Stall
- Amatör
  -  Coors Light 1994
- Professionell
  -  Montgomery Bell 1995
  -  US Postal Service 1996–2001
  -  Team CSC 2002–2003
  -  Phonak Hearing Systems 2004
  -  Tinkoff Credit Systems 2007
  -  Rock Racing 2008–2009